# Ameronothrus marinus
Ameronothrus marinus is een mijtensoort uit de familie van de Ameronothridae. De wetenschappelijke naam van de soort is voor het eerst geldig gepubliceerd in 1896 door Banks.